# Герпетофобія

Пілот ВПС США тримає змію, щоб подолати герпетофобію

Герпетофобія (від дав.-гр. ἑρπετόν — «плазун» і φόβος — «страх») — один із видів зоофобії, страх плазунів (виключно ящірок і змій), випадки подібної фобії можна спостерігати досить часто.
У людей, які страждають на герпетофобію, сила страху може суттєво відрізнятися. Побачивши змію одна людина може відчувати легкий дискомфорт. Інша людина, опинившись у подібній ситуації, може відчувати панічний страх, який її повністю сковуватиме. Варто зазначити, що в деяких випадках фотографія або малюнок змії (ящірки) викликає страх сильніший, ніж при фізичному контакті.

## Причини
Багато хто відносить герпетофобію до різновиду еволюційних фобій. Наші пращури завжди намагалися уникати отруйних змій. Згодом подібна обережність могла розвинутися в іншу форму — страх побачивши будь-яку змію (або за формою тіла, що її нагадує, і манерою пересування ящірки).
У дитинстві для кожної дитини головними авторитетами є його батьки. Коли батько побачивши змію реагує сильним чи панічним страхом, дитина може запам'ятати їхню реакцію і, виростаючи, може почати реагувати на змій або ящірок так само, як це робили його батьки.
Часом у розвитку даної фобії важливу роль займає природа плазунів. Всі змії та ящірки вміють добре маскуватися, безшумно рухатися, проникати у важкодоступні місця. А змії ще й добре плавають. Здебільшого людина помічає змію, коли вона вже перебуває на близькій відстані. Ця несподіванка зазвичай починається з сильного переляку. У такій ситуації важко без відповідної реакції швидко оцінити — отруйна змія чи ні.
Для багатьох культур герпетофобія є традиційною і живиться забобонами. Так, жителі Середньої Азії зазвичай вважають усіх змій отруйними і уникають їх.

## Лікування
Іноді множинні контакти з неотруйними зміями і ящірками дозволяють швидко і ефектно позбутися цього страху. Людина, яка страждає на герпетофобію, повинна мати позитивний досвід «спілкування» зі змією або ящіркою.
Когнітивно-поведінкова психотерапія —це один із найдієвіших способів лікування фобій. Часто використовується метод систематичної десенсибілізації, який дозволяє успішно боротися із почуттям страху. Під час систематичної десенсибілізації пацієнт навчається максимально розслаблятися, а також використовувати цей метод на практиці.